# モアナと伝説の海 (2026年の映画)
『モアナと伝説の海』（モアナとでんせつのうみ、原題: Moana）は、トーマス・カイルが初めて長編映画の監督を務め、ジャレド・ブッシュとダナ・ルドゥ・ミラーが脚本を手掛けたアメリカのミュージカル・アクション・アドベンチャー・ファンタジー映画である。ドウェイン・ジョンソン、ハイラム・ガーシア、ダニー・ガルシア、ボー・フリンがプロデューサーを務める。ディズニーの2016年のアニメ映画『モアナと伝説の海』の実写版であり、『モアナと伝説の海』シリーズ全体では第3作目となる。キャサリン・ラガアイアがモアナ役を演じ、ドウェイン・ジョンソンがマウイ役を再び演じる。
『モアナと伝説の海』は、ウォルト・ディズニー・スタジオ・モーション・ピクチャーズにより、2026年7月10日にアメリカで公開される予定である。

## 登場人物/キャスト
モアナ
演 - キャサリン・ラガアイア
マウイ
演 - ドウェイン・ジョンソン
トゥイ
演 - ジョン・トゥイ
モアナの父。
シーナ
演 - フランキー・アダムス
モアナの母。
タラ
演 - レナ・オーウェン
モアナの祖母。

## 制作

### 制作
2023年4月3日、ドウェイン・ジョンソンの公式YouTubeチャンネルで、2016年の映画『モアナと伝説の海』の実写リメイクがウォルト・ディズニー・ピクチャーズで制作中であることが発表された。ジョンソンは、元妻のダニー・ガルシアとその兄であり、元義兄のハイラム・ガーシアと共に、セブン・バックス・プロダクションのプロデューサーとして参加し、ボー・フリンはフリン・ピクチャー・カンパニーからプロデューサーを務める。また、アニメ映画の主役であるアウリィ・クラヴァーリョは、エグゼクティブ・プロデューサーとして参加している。ジョンソンは、「この物語は私の文化であり、我々の人々の優雅さと戦士の強さを象徴しています。この文化は、私の肌と魂に深く刻まれており、祖父である故ピーター・メイビア酋長のマナと精神に触発されたマウイと再会できる、この一生に一度の機会は、私にとって非常に大切なものです。…我々の人々の物語、情熱、目的を称えるためには、音楽とダンスの世界ほどふさわしいものはありません。これらはポリネシアの人々の核となるものです」と述べた。当時のディズニー・ライブアクションの製作部門責任者であるショーン・ベイリーは、アニメ版の公開から7年しか経っていないにもかかわらず、ディズニーの創立100周年を祝うことが、このリメイクを早く製作する決断の一因であったと説明している。
2023年5月31日、トーマス・カイルが監督に起用されたことが発表された。キャスティングは年内に開始される予定だったが、2023年のSAG-AFTRAストライキの影響で11月8日まで延期された。2024年2月、ジョンソンはモアナ役の女優が決定したが、当面はその詳細を伏せる予定だと述べた。6月には、キャサリン・ラガアイア、ジョン・トゥイ、フランキー・アダムス、レナ・オーウェンがキャストに加わり、ジャレド・ブッシュとダナ・ルドゥ・ミラーが脚本を執筆していることが明らかになった。

### 撮影
主要撮影は、2024年8月2日にハワイとアトランタで、ワーキングタイトル「Canon」のもとで開始された。当初は2024年6月に仮題「Motorheads」で撮影を開始する予定だったが、2023年10月の開始予定日からSAG-AFTRAのストライキにより延期された。撮影監督はオスカル・ファウラが務める。

## 公開
『モアナと伝説の海』は、2026年7月10日に公開予定であり、これはオリジナル映画の公開10周年に合わせたものである。当初は2025年6月27日に公開される予定だったが、『モアナと伝説の海2』の発表に伴い、2作間の公開間隔を8か月空けるため、現在の日程に延期された。